# دا-ون سان

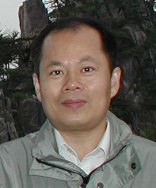
دا-ون سان 孫大文 孙大文 Da-Wen Sun

سان داون (به چینی: 孙大文)، (به چینی سنتی: 孫大文)، (به پین‌یینی: Sūn Dàwén)، (به انگلیسی: Da-Wen Sun)، معروف بهدا-ون سان (Da-Wen Sun)، استاد مهندسی صنایع غذایی و بیوسیستم در پردیس دانشگاهی دوبلین، دانشگاه ملی ایرلند

## زندگی‌نامه
پروفسور دا-ون سان که متولد جنوب چین می‌باشد، در زمینه تحقیقات و آموزش مهندسی صنایع غذایی صاحب اعتبار و شهرت جهانی است. مهم‌ترین فعالیت‌های تحقیقاتی او شامل فرایندها و سیستم‌های خنک کردن، خشک کردن و تبرید، کیفیت و سلامت محصولات غذایی، شبیه سازی و بهینه سازی فرایندهای بیولوژیک و فناوری بینایی کامپیوتری می‌باشند. به‌ویژه، مطالعات نوین و مبتکرانه وی در زمینه خنک کردن انجمادی گوشتهای پخته شده، بازرسی کیفیت پیتزا با استفاده از بینایی کامپیوتری و فیلم‌های خوراکی جهت افزایش عمر انباری میوه‌ها و سبزی‌ها به‌طور گسترده‌ای در رسانه‌های ملی و بین الملی بازتاب داشته‌است. نتایج تحقیقات وی در بیش از ۱۸۰ عنوان مقاله چاپ شده در مجلات معتبر بین‌المللی و بیش از ۲۰۰ عنوان مقاله سخنرانی انتشار یافته‌است.
او قبل از اینکه در دانشگاه‌های مختلفی در اروپا مشغول به فعالیت شود، موفق به دریافت درجه ممتاز کارشناسی (لیسانس) و کارشناسی ارشد (فوق لیسانس) در رشته مهندسی مکانیک و همچنین درجه دکتری در رشته مهندسی شیمی در چین گردید. او پس از اینکه در سال ۱۹۹۵ میلادی به عنوان مدرس دانشگاه در دانشگاه ملی ایرلند، دوبلین (پردیس دانشگاهی دوبلین) منصوب گردید، به عنوان اولین متخصص چینی شناخته شد که در یکی از دانشگاه‌های ایرلند به صورت تمام وقت استخدام شده‌است. او سپس توانست در کمترین زمان ممکن به درجات مدرس ارشد، دانشیار و استاد تمام ارتقاء یابد. دکتر سان هم‌اکنون به عنوان استاد مهندسی صنایع غذایی و بیوسیستم و همچنین رئیس گروه تحقیقاتی تبرید مواد غذایی و تکنولوژی مواد غذایی کامپیوتری در کالج دانشگاهی دوبلین مشغول به کار است.
پروفسور سان به عنوان یک مدرس پیش کسوت در زمینه مهندسی صنایع غذایی، به شکل قابل توجهی در زمینه این رشته مشارکت داشته‌است. او دانشجویان دکتری زیادی را تربیت نموده‌است که فعالیت‌های خود را با همکاری صنعت و دانشگاه انجام داده‌اند. او همچنین تدریس سطوح پیشرفته دروس مربوط به مهندسی صنایع غذایی را به‌طور منظم و در سطح بین‌المللی عهده‌دار بوده‌است و نیز سخنرانی‌های کلیدی را در کنفرانس‌های بین‌المللی ارائه کرده‌است. دکتر سان به عنوان یک شخصیت برجسته در زمینه مهندسی صنایع غذایی در ده دانشگاه برتر در چین شامل دانشگاه ژِجیانگ، دانشگاه جیااوتونگ شانگهای، موسسه تکنولوژی هاربین، دانشگاه کشاورزی چین، دانشگاه صنعتی چین جنوبی، دانشگاه جیانگنان و غیره، به شکل استاد پاره وقت، استاد پروازی و استاد مشاور همکاری داشته‌است. در راستای قدردانی از مشارکت‌های قابل توجه او در سطح جهانی در زمینه مهندسی صنایع غذایی و همچنین مدیریت برجسته او در این زمینه، کمیسیون بین‌المللی مهندسی کشاورزی ( CIGR ) در سال ۲۰۰۰ میلادی و مجدداً در سال ۲۰۰۶ میلادی جایزه شایستگی CIGR Merit Award -- CIGR را به او اعطا نمود و همچنین موسسه مهندسان مکانیک (IMechE) در انگلستان در سال ۲۰۰۴ میلادی او را "مهندس صنایع غذایی سال" نامید و نیز در سال ۲۰۰۸ میلادی به پاس کسب موقعیت حضور در جمع یک درصد دانشمندان برتر مهندسی کشاورزی در جهان، موفق به دریافت جایزه قدردانی CIGR گردید.
او عضو موسسه مهندسان کشاورزی می‌باشد. او همچنین جوایز متعددی را از جمله جایزه همکاری تحقیقاتی از رئیس دانشگاه به خاطر کیفیت بالای تحقیقات و تدریس دریافت کرده‌است و همچنین دو بار موفق به کسب جایزه تحقیقات از رئیس پردیس دانشگاهی دوبلین گردیده‌است. برخی از مسئولیت‌های او عبارتند از عضویت در هیئت رئیسه CIGR و همچنین معاونت افتخاری این کمیسیون، رئیس هیئت تحریریه تکنولوژی مواد غذایی و فرایندهای بیولوژیک –یک مجله بین‌المللی (اسپرینگر)، ویراستار مجموعه کتاب‌های "مهندسی صنایع غذایی معاصر" (انتشارات سی آر سی / تِیلور و فرانسیس) ویراستار سابق مجله مهندسی صنایع غذایی (اِلسویر)، و در نهایت عضو هیئت تحریریه مجله مهندسی صنایع غذایی (اِلسویر)، مجله مهندسی فرایند مواد غذایی (بِلَک ول)، سنجش و ابزار دقیق در کیفیت و سلامت مواد غذایی (اسپرینگر) و مجله علوم مواد غذایی چک. او همچنین در انجمن مهندسین بریتانیا به عنوان یک مهندس صاحب امتیاز به عضویت در آمده‌است.

## کتاب
- Hyperspectral Imaging for Food Quality Analysis and Control, Elsevier, 2009
- Infrared Spectroscopy for Food Quality Analysis and Control بایگانی‌شده  در ۱۷ فوریه ۲۰۲۲ توسط Wayback Machine، Elsevier, 416 pp., ISBN 978-0-12-374136-3، 2009
- Modern Techniques for Food Authentication, Elsevier, 684 pp., ISBN 978-0-12-374085-4، 2008
- Computer Vision Technology for Food Quality Evaluation, Elsevier, 608 pp., ISBN 978-0-12-373642-0، 2008
- Computational Fluid Dynamics in Food Processing بایگانی‌شده  در ۲۰۰۸-۱۰-۲۹ توسط Wayback Machine, CRC Press, 760 pp., ISBN 978-0-8493-9286-3، 2007
- Handbook of Frozen Food Processing and Packaging بایگانی‌شده  در ۲۰۰۸-۱۰-۲۹ توسط Wayback Machine, CRC Press, USA, 737 pp., ISBN 978-1-57444-607-4، 2006
- Thermal Food Processing: New Technologies and Quality Issues بایگانی‌شده  در ۲۰۰۸-۱۰-۲۹ توسط Wayback Machine, CRC Press, 640 pp., ISBN 978-1-57444-628-9، 2006
- Emerging Technologies for Food Processing, Elsevier, 792 pp., ISBN 978-0-12-676757-5، 2005
- Advances in Food Refrigeration, Leatherhead Publishing, 482 pp., ISBN 0-905748-83-2، 2001
- The University Structure and Curricula on Agricultural Engineering, Food and Agriculture Organisation of the United Nations, 233 pp., ISBN 92-5-104447-3، 2000

## افتخارات و تقدیرها
- نشان تصدیق CIGR، 2008، توسط CIGR (کمیسیون بین‌المللی مهندسی کشاورزی)
- نشان عضو همکار AFST(I)، 2007، توسط مجمع دانشمندان و تکنولوژیست‌های مواد غذایی (هند)
- نشان شایستگی CIGR، 2006، توسط CIGR (کمیسیون بین‌المللی مهندسی کشاورزی)
- کمک هزینه تحقیقاتی ریاست دانشگاه، 2004 و 2005، توسط کالج دانشگاهی دوبلین
- نشان مهندس صنایع غذایی سال، 2004، توسط موسسه مهندسان مکانیک، انگلستان
- فهرست رجال در مهندسی و علوم، 2000-
- نشان شایستگی CIGR، 2000، توسط CIGR (کمیسیون بین‌المللی مهندسی کشاورزی)
- جایزه تحقیق ریاست دانشگاه، 2000 و 2001، توسط کالج دانشگاهی دوبلین
- فهرست رجال در جهان، 1999-